# 诺基亚5300
Nokia 5300是一款2006年10月上市的采用S40操作系统的音乐手机。机身颜色为红色和白色/灰色和白色，采用滑盖设计，并且配备有一颗130万畫素的鏡頭。
它还拥有可插入2G内存卡的插卡槽，附件功能有一键通、即时信息、电子邮箱、语音信箱等。